# خرماسانان
خرماسانان (نام علمی: Arecales) راسته‌ای نخل‌مانند از گیاهان است با فقط یک تیره و ۱۸۹ سرده و حدود ۲۴۰۰ گونه که برخی از آنها اهمیت اقتصادی دارند؛ با اینکه همهٔ گونه‌های خرماسانان به‌جز تعداد کمی، محدود به مناطق گرمسیری و نیمه‌گرمسیری می‌شوند، ازلحاظ جغرافیایی و شکل ظاهری با یکدیگر فرق دارند.